# Kahaono negrea
Kahaono negrea är en insektsart som beskrevs av Irena Dworakowska 1972. Kahaono negrea ingår i släktet Kahaono och familjen dvärgstritar. Inga underarter finns listade i Catalogue of Life.